# Élections présidentielles bosniennes de 2022
Pour un article plus général, voir Élections générales bosniennes de 2022.
Les élections présidentielles bosniennes de 2022 ont lieu le 2 octobre 2022 afin d'élire les trois membres de la présidence collégiale de Bosnie-Herzégovine.

## Contexte

### Crise interne
À partir de septembre 2021, le membre serbe de la présidence Milorad Dodik s'engage dans un bras de fer avec les autorités fédérales après qu'une loi adoptée par l'Assemblée nationale de la république serbe de Bosnie soit déclarée inconstitutionnelle par la Cour constitutionnelle fédérale. Le 10 décembre 2021, l'Assemblée nationale de la république serbe de Bosnie a adopté un ensemble de lois, dont celle concernant les forces armées, ouvrant la voie au retrait de la juridiction du niveau fédéral et au début d'une sécession.

## Système électoral
Trois membres de la présidence devant représenter respectivement les communautés Serbes, Croates et Bosniaques sont élus simultanément au scrutin uninominal majoritaire à un tour. L'un des candidats serbe est élu par les seuls électeurs de la république serbe de Bosnie tandis que les électeurs croates et bosniaques de la fédération de Bosnie-et-Herzégovine votent pour l'un ou l'autre des candidats croates et bosniaques. Les habitants du district de Brčko, qui ne fait partie d'aucune des deux entités, doivent se faire enregistrer sur les listes électorales de l'une ou l'autre. Les trois membres exercent à tour de rôle le poste de président de la présidence collégiale, pour des périodes de huit mois.

## Candidats

### Membre bosniaque
- Bakir Izetbegović, membre de la présidence de 2010 à 2018[4].
- Mirsad Hadžikadić[5].
- Denis Bećirović, membre de la Chambre des peuples[6].

### Membre croate
- Željko Komšić, membre de la présidence sortant[7].
- Borjana Krišto, présidente de la fédération de Bosnie-et-Herzégovine de 2007 à 2011[8].

### Membre serbe
- Željka Cvijanović, présidente de la république serbe de Bosnie[9].
- Nenad Nešić, membre de la Chambre des représentants[10].
- Vojin Mijatović[11].
- Mirko Šarović, membre de la présidence de 2002 à 2003[12].

## Résultats
| Candidats              | Candidats              | Partis                 | Voix                | %                   |
| Président bosniaque    | Président bosniaque    | Président bosniaque    | Président bosniaque | Président bosniaque |
| ---------------------- | ---------------------- | ---------------------- | ------------------- | ------------------- |
|                        | Denis Bećirović        | SDP                    | 330 238             | 57,37               |
|                        | Bakir Izetbegović      | SDA                    | 214 412             | 37,25               |
|                        | Mirsad Hadžikadić      | PZP                    | 30 968              | 5,38                |
| Président croate       |                        |                        |                     |                     |
|                        | Željko Komšić          | DF                     | 227 540             | 55,80               |
|                        | Borjana Krišto         | HDZ                    | 180 255             | 44,20               |
|                        |                        |                        |                     |                     |
| Votes valides          | Votes valides          | Votes valides          | 983 413             | 93,11               |
| Votes blancs           | Votes blancs           | Votes blancs           | 43 655              | 4,13                |
| Votes nuls             | Votes nuls             | Votes nuls             | 29 081              | 2,75                |
| Total                  | Total                  | Total                  | 1 056 149           | 100                 |
| Abstention             | Abstention             | Abstention             | 1 053 195           | 49,93               |
| Inscrits/Participation | Inscrits/Participation | Inscrits/Participation | 2 109 344           | 50,07               |

| Candidats              | Candidats              | Partis                 | Voix            | %               |
| Président serbe        | Président serbe        | Président serbe        | Président serbe | Président serbe |
| ---------------------- | ---------------------- | ---------------------- | --------------- | --------------- |
|                        | Željka Cvijanović      | SNSD                   | 327 720         | 51,65           |
|                        | Mirko Šarović          | SDS                    | 224 912         | 35,45           |
|                        | Vojin Mijatović        | SDP                    | 38 655          | 6,09            |
|                        | Nenad Nešić            | DNS                    | 34 955          | 5,51            |
|                        | Borislav Bijelić       | SZ                     | 8 278           | 1,30            |
|                        |                        |                        |                 |                 |
| Votes valides          | Votes valides          | Votes valides          | 634 520         | 93,72           |
| Votes blancs           | Votes blancs           | Votes blancs           | 24 716          | 3,65            |
| Votes nuls             | Votes nuls             | Votes nuls             | 17 821          | 2,63            |
| Total                  | Total                  | Total                  | 677 057         | 100             |
| Abstention             | Abstention             | Abstention             | 582 265         | 46,24           |
| Inscrits/Participation | Inscrits/Participation | Inscrits/Participation | 1 259 322       | 53,76           |